# Ионно-звуковые волны
Ио́нно-звуковы́е во́лны (также просто ионный звук) — продольные квазиэлектростатические волны в плазме, связанные с колебанием ионов. Могут возбуждаться в однородной изотропной плазме, в которой температура электронов значительно выше, чем температура ионов.
Существование ионно-звуковых волн возможно только при выполнении условия
{\displaystyle v_{Ti}\ll {\frac {\omega }{k}}\ll v_{Te},}
где {\displaystyle v_{Ti}}, {\displaystyle v_{Te}} — тепловые скорости ионов и электронов соответственно, {\displaystyle \omega }, {\displaystyle k} — частота и волновое число волны. Таким образом, фазовая скорость ионно-звуковой волны {\displaystyle v_{ph}=\omega /k} должна быть значительно выше, чем тепловая скорость ионов, но значительно ниже, чем тепловая скорость электронов.
В этом случае дисперсионное соотношение для ионно-звуковых волн имеет вид
{\displaystyle \omega (k)={\frac {kv_{s}}{\sqrt {1+(kr_{De})^{2}}}},}
где
{\displaystyle v_{s}={\sqrt {\frac {T_{e}}{m_{i}}}}} — скорость ионного звука (здесь {\displaystyle T_{e}} — температура электронов, {\displaystyle m_{i}} — масса ионов);
{\displaystyle r_{De}={\sqrt {\frac {T_{e}}{4\pi e^{2}N_{e0}}}}} — дебаевский радиус электронов (здесь {\displaystyle e} — элементарный заряд, {\displaystyle N_{e0}} — невозмущённая концентрация электронов).
В случае больших длин волн, для которых {\displaystyle kr_{De}\ll 1}, дисперсионное соотношение принимает вид линейной зависимости {\displaystyle \omega (k)=kv_{s}}, характерной для звуковых волн. В случае же коротких длин волн, для которых справедливо обратное соотношение {\displaystyle kr_{De}\gg 1}, фазовая скорость ионно-звуковых волн стремится к нулю, а их частота стремится к плазменной ионной частоте
{\displaystyle \omega _{pi}={\sqrt {\frac {4\pi e^{2}N_{e0}}{m_{i}}}}.}
Таким образом, происходит вырождение волн в колебания плазмы.
В случае, если температуры электронов и ионов отличаются слабо, фазовая скорость ионно-звуковых волн близка к тепловой скорости ионов, что приводит к сильному бесстолкновительному затуханию волн и передачи их энергии частицам плазмы.
При увеличении амплитуды ионно-звуковых волн начинают сказываться нелинейные эффекты, которые приводят к укручению фронта волны. Однако дисперсия препятствует укручению и, в конечном итоге, может приводить к существованию особого класса нелинейных ионно-звуковых волн — так называемых ионно-звуковых солитонов, представляющих собой устойчивые уединённые возмущения ионной плотности, распространяющиеся в пространстве.